# Simon Westermann
Simon Westermann (Bad Soden, Alemania, 23 de junio de 1998) es un deportista suizo que compite en triatlón.
Ganó una medalla de plata en el Campeonato Mundial por Relevos Mixtos de 2024 y una medalla de bronce en el Campeonato Europeo de Triatlón de 2022, ambas en la prueba de relevo mixto.

## Palmarés internacional
| Campeonato Mundial por Relevos Mixtos | Campeonato Mundial por Relevos Mixtos | Campeonato Mundial por Relevos Mixtos | Campeonato Mundial por Relevos Mixtos |
| Año                                   | Lugar                                 | Medalla                               | Prueba                                |
| ------------------------------------- | ------------------------------------- | ------------------------------------- | ------------------------------------- |
| 2024                                  | Hamburgo (Alemania)                   | Medalla de plata                      | Relevo mixto                          |
| Campeonato Europeo                    |                                       |                                       |                                       |
| Año                                   | Lugar                                 | Medalla                               | Prueba                                |
| 2022                                  | Múnich (Alemania)                     | Medalla de bronce                     | Relevo mixto                          |